# Hara Takashi
Det här är en artikel om en person med japanskt personnamn; Hara är familjenamnet.
Hara Takashi (även känd som Hara Kei), född den 4 november 1856
i Morioka, död 4 november 1921 i Tokyo (mördad), var en japansk politiker.
Hara blev efter juridiska studier tidningsman, ingick 1883 på diplomatbanan, blev samma år konsul i Tianjin, 1886 ambassadsekreterare och chargé d'affaires i Paris och 1892 direktör för utrikesministeriets handelsbyrå.
Han var 1896-97 japansk minister i Korea, utgav några år tidningen Ōsaka Mainichi, hjälpte 1900 
Ito Hirobumi att organisera Seiyūkai-partiet, var 1900-01 kommunikationsminister i Itos ministär, därefter till 1906 utgivare av tidningen Ōsaka Shimpō och invaldes 1902 i parlamentet.
Han var 1906-08 och 1911-12 inrikesminister i Saionji Kinmochis ministärer och innehade samma post 1913-14 i ministären Yamamoto. I parlamentet var Hara Seiyukai-partiets skicklige ledare och trädde september 1918 som premiärminister i spetsen för Japans första parlamentariska ministär. Han visade på denna post mycken både kraft och smidighet, stod på god fot med de mäktiga militära kretsarna, förberedde en moderat rösträttsreform och intog i utrikespolitiken en tillmötesgående hållning mot Förenta staterna. Det var fruktan för, att Hara skulle låta Japans ombud på Washingtonkonferensen visa för stor medgörlighet mot amerikanerna, som ledde till att en fanatisk ung järnvägstjänsteman mördade honom.